# Dinastija (televizijska serija)
Dinastija (engl. Dynasty) popularna je američka sapunica koja se od 1981. do 1989. prikazivala na američkoj TV mreži ABC. Radnja serije se odvija u američkom gradu Denveru, u saveznoj državi Colorado, te prati život bogate naftaške obitelji Carrington. Nakon devet sezona 1989. godine prestalo je snimanje serije. Serija se smatra jednom od najgledanijih u svijetu.

## Glumačka postava

### Glavna glumačka postava
| Glumac/glumica       | Lik                                      | Sezona u seriji |
| -------------------- | ---------------------------------------- | --------------- |
| John Forsythe        | Blake Carrington                         | 1981-1989       |
| Linda Evans          | Krystle Jennings Carrington              | 1981-1989       |
| Joan Collins         | Alexis Carrington Colby Dexter Rowan     | 1981-1989       |
| Pamela Sue Martin    | Fallon Carrington Colby #1               | 1981-1984       |
| Al Corley            | Steven Carrington #1                     | 1981-1982       |
| John James           | Jeffrey "Jeff" Colby                     | 1981-1989       |
| Pamela Bellwood      | Claudia Blaisdel Carrington †            | 1981-1986       |
| Lloyd Bochner        | Cecil Colby †                            | 1981-1982       |
| Lee Bergere          | Joseph Anders †                          | 1981-1983       |
| James Farentino      | Dr.Nick Toscanni                         | 1981-1982       |
| Dale Robertson       | Walter Lankershim †                      | 1981            |
| Bo Hopkins           | Matthew Blaisdel †                       | 1981;1987       |
| Katy Kurtzman        | Lindsay Blaisdel †                       | 1981            |
| Wayne Northrop       | Michael Culhane                          | 1981;1986-1987  |
| Heather Locklear     | Samantha Josephine "Sammy Jo" Carrington | 1981-1989       |
| Gordon Thomson       | Adam Carrington/Michael Torrence         | 1982-1989       |
| Geoffrey Scott       | Mark Jennings †                          | 1982-1984       |
| Kathleen Beller      | Kirby Anders Colby                       | 1982-1984       |
| Jack Coleman         | Steven Carrington #2                     | 1983-1989       |
| Michael Nader        | Farnsworth "Dex" Dexter †                | 1983-1989       |
| Deborah Adair        | Tracy Kendall                            | 1983-1984       |
| Helmut Berger        | Peter De Vilbis                          | 1983-1984       |
| Catherine Oxenberg   | Amanda Carrington                        | 1984-1986       |
| Diahann Carroll      | Dominique Deveraux                       | 1984-1987       |
| Lean Hunley          | Dana Waring Carrington                   | 1984-1987       |
| Billy Dee Williams   | Brady Lloyd                              | 1984-1985       |
| Rock Hudson          | Daniel Reece                             | 1984-1985       |
| Emma Samms           | Fallon Carrington Colby #2               | 1985-1988       |
| Stephanie Beacham    | Sabella "Sable" Colby                    | 1985;1988-1989  |
| Tracy Scoggins       | Monica Colby                             | 1985;1988-1989  |
| Ali MacGraw          | Lady Ashley Mitchell                     | 1985            |
| Michael Praed        | princ Michael od Moldavije               | 1985-1986       |
| George Hamilton      | Joel Abrigore                            | 1985-1986       |
| Ken Howard           | Garrett Boydston                         | 1985-1986       |
| Maxwell Caulfield    | Miles Colby                              | 1985-1986       |
| Christopher Cazenove | Benjamin "Ben" Carrington                | 1986-1987       |
| Kate O'Mara          | Cassandra "Caress" Morell                | 1986            |
| Ted McGinley         | Clay Fallmont                            | 1986-1987       |
| Terri Garber         | Leslie Carrington                        | 1987-1988       |
| Cassie Yates         | Sarah Curtis                             | 1987            |
| James Healey         | Sean (Anders) Rowan                      | 1987-1988       |

### Sporedna glumačka postava
| Glumac/glumica     | Lik              | Sezona u seriji     |
| ------------------ | ---------------- | ------------------- |
| Virginia Hawkins   | Jeanette Robbins | 1981-1989           |
| William Beckley    | Gerard           | 1981-1989           |
| Betty Hardford     | Hilda Gunnerson  | 1981-1989           |
| Peter Mark Richman | Andrew Laird     | 1981-1984           |
| Brian Dennehy      | D.A. Jake Dunham | 1981                |
| Mark Withers       | Ted Dinard       | 1981                |
| Lance LeGault      | Ray Bonning      | 1981-1982           |
| John Saxon         | Rashid Ahmed     | 1982-1984           |
| Paul Burke         | Neal MacVane     | 1982-1984;1987-1988 |
| Hank Brandt        | Morgan Hess      | 1982-1988           |
| John Larch         | Gerald Wilson    | 1982-1988           |
| Paul Keenan        | Tony Driscoll    | 1982-1984           |
| Robert Symonds     | Dr.Jonas Edwards | 1982-1987           |
| Grant Goodeve      | Chris Deegan     | 1983-1987           |
| James Sutorius     | Gordon Wales     | 1984-1988           |
| Billy Campbell     | Luke Fuller      | 1984-1985           |

## Popularnost u Hrvatskoj
Serija je u tadašnjoj SR Hrvatskoj i bivšoj Jugoslaviji, kao i u ostatku svijeta dosegla iznimnu popularnost i postigla velik utjecaj na tadašnju popularnu kulturu. Premijerno je emitirana na TV Beograd, od 1984. do 1992. godine. Popularnost serije u bivšoj SFRJ tumačila se teškim okolnostima ekonomske krize u kojoj se našla tadašnja država. Glamur, raskoš i bogatstvo su bile nepoznata kategorija u socijalističkoj Jugoslaviji, pa je Dinastija bila jedna od prvih serija u kojoj se mogao vidjeti život multimilijunaša u jednoj kapitalističkoj državi, što je postalo prihvatljiva alternativa tadašnjem socijalističko-upravnom poretku.
Nakon raspada SFRJ, Dinastija je bila ponovno emitirana u Hrvatskoj na programu Nove TV, ali je skinuta s programa nakon prve sezone. Ponovna repriza u Hrvatskoj krenula je 22. lipnja 2015. radnim danima na HTV 1. Nakon prve sezone sapunica je preseljena na HTV 2. Emitiranje je prekinuto 29. rujna 2015. nakon četvrte sezone.

## Vanjske poveznice
- Dinastija, Internet Movie Database
- Ultimate Dynasty